# HD 55151
HD 55151 är en ensam stjärna i den mellersta delen av stjärnbilden Flygfisken. Den har en skenbar magnitud av ca 6,47 och är mycket svagt synlig för blotta ögat där ljusföroreningar ej förekommer. Baserat på parallax enligt Gaia Data Release 2 på ca 6,4 mas, beräknas den befinna sig på ett avstånd på ca 512 ljusår (ca 157 parsek) från solen. Den rör sig närmare solen med en heliocentrisk radialhastighet på ca -13 km/s.

## Egenskaper
HD 55151 är en orange till gul jättestjärna av spektralklass K0 III som har förbrukat förrådet av väte i dess kärna och utvecklats bort från huvudserien. Den har en massa som är ca 2 solmassor, en radie som är ca 12 solradier och har ca 71 gånger solens utstrålning av energi från dess fotosfär vid en effektiv temperatur av ca 4 800 K.
HD 55151 ingår i populationen av stjärnor i Vintergatans tunna skiva och har ett lätt underskott av metaller. Stjärnans projicerade rotationshastighet är för liten för att kunna mätas.